# Liffré
Liffré (tiếng Breton: Liverieg, Gallo: Lifrei) là một xã của tỉnh Ille-et-Vilaine, thuộc vùng Bretagne, miền tây bắc nước Pháp.

## Dân số
Người dân ở Liffré được gọi là Liffréens.
| 1962                                            | 1968 | 1975 | 1982 | 1990 | 1999 | 2005 |
| ----------------------------------------------- | ---- | ---- | ---- | ---- | ---- | ---- |
| 2122                                            | 2322 | 3237 | 4205 | 5659 | 6454 | 6551 |
| Starting in 1962: Population without duplicates |      |      |      |      |      |      |

## Twin towns
- Wendover, Anh
- Piéla, Burkina Faso
- Beniel, Tây Ban Nha